# Masur (Indie)
Masur – (hindi i marathi मसूर, trl. Masūr, trb. Masur; ang. Masur)  miejscowość w dystrykcie Satara stanu Maharashtra w Indiach.
W Masur znajduje się jedna z jedenastu świątyń wybudowanych przez hinduskiego świętego – Samartha Ramdasa w 1645 roku. W XIX wieku w Masur były ruiny fortu zbudowanego w 1635 roku.